# Hans Hendrik

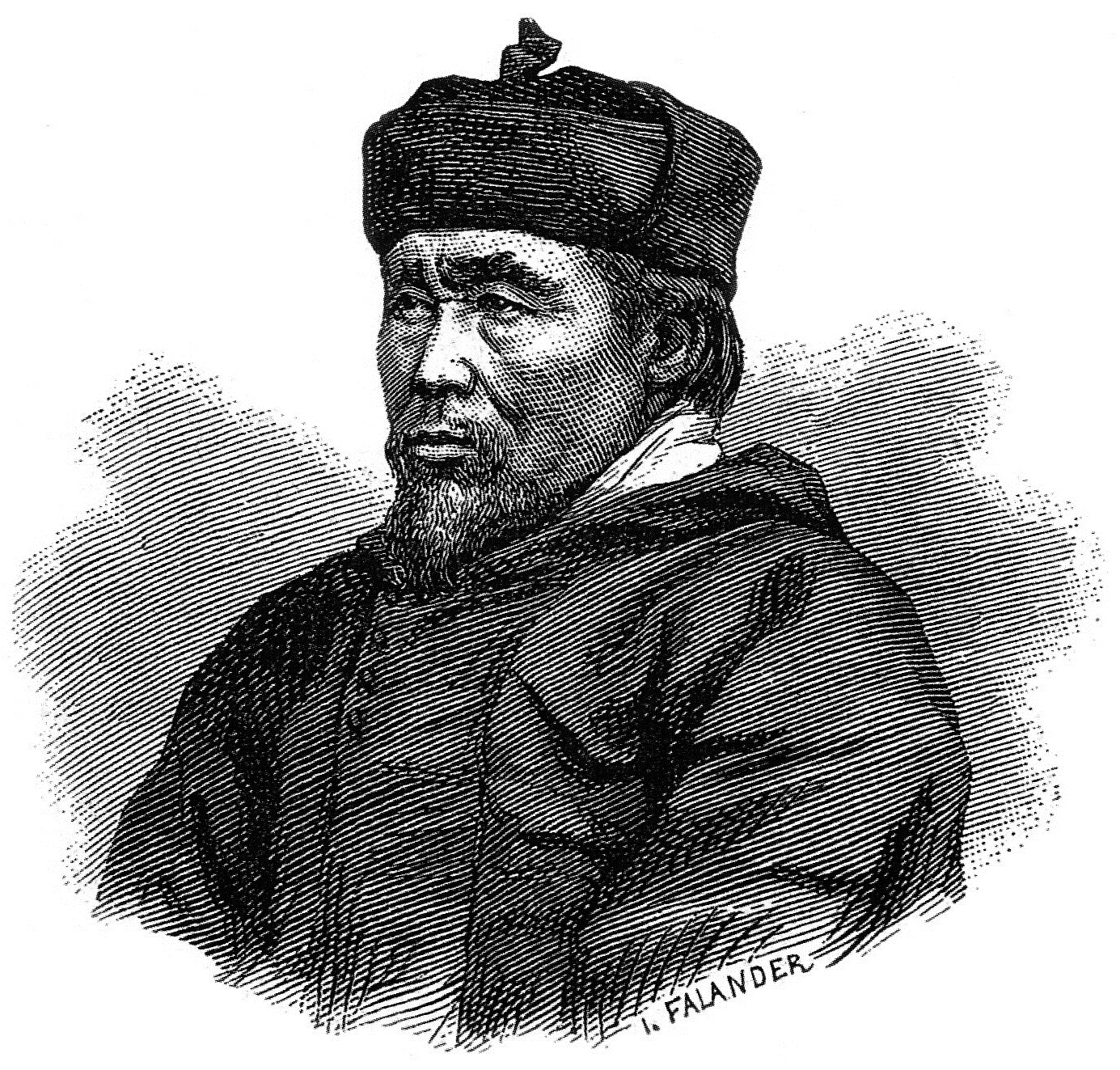
Hans Hendrik

Hans Hendrik (Qeqertarsuatsiaat, ca. 1834 – Qeqertarsuaq, 11 augustus 1889) was een Groenlands-Deens poolreiziger en tolk. Zijn geboortenaam (in het Groenlands) was Suersaq.
Tussen 1853 en 1876 nam hij deel aan de poolexpedities van Elisha Kane, Charles Hall, Isaac Hayes en George Nares. Zijn bezigheden waren onder andere jagen, besturen van de hondenslee en het verzorgen van de honden.
In 1878 was hij de eerste Inuit die een reisverslag maakte van poolreizen. Het verscheen onder de titel Memoirs of Hans Hendrik, the Arctic traveller.
Charles Hall vernoemde Hanseiland naar hem in 1871.